# Alchemilla argentidens
Alchemilla argentidens é uma espécie de rosácea do gênero Alchemilla, pertencente à família Rosaceae.